# Sūchelmā
Sūchelmā (persiska: سوچلما) är en ort i Iran.   Den ligger i provinsen Mazandaran, i den norra delen av landet, 210 km öster om huvudstaden Teheran. Sūchelmā ligger 1 274 meter över havet och antalet invånare är 519.
Terrängen runt Sūchelmā är kuperad åt nordväst, men åt sydost är den bergig. Runt Sūchelmā är det ganska tätbefolkat, med 111 invånare per kvadratkilometer. Närmaste större samhälle är Valāmdeh, 9,8 km öster om Sūchelmā. I omgivningarna runt Sūchelmā växer i huvudsak blandskog.